# Лібія-зубодзьоб акацієва
Лібія-зубодзьоб акацієва (Tricholaema leucomelas) — вид дятлоподібних птахів родини лібійних (Lybiidae).

## Поширення
Вид поширений в Південній Африці. Трапляється в Анголі, Ботсвані, Лесото, Мозамбіку, Намібії, ПАР, Есватіні, Замбії та Зімбабве. Мешкає в напівпосушливій савані, а також на луках, фінбоші, сільськогосподарських територіях та міських садах, де раніше не мешкав.

## Опис
Дрібний птах, завдовжки 16 см, вагою — 23-45 г. Він має чорно-білу смугасту голову з червоним чолом і жовтою «бровою» над очима. Горло чорне з білою грудкою та нижньою частиною. Спина, крила та хвіст чорні з жовтими мітками.

## Спосіб життя
Трапляється поодинці або парами. Їжу шукає на корі дерев та вздовж гілок кущів. Раціон складається з плодів та комах. Сезон розмноження триває з серпня по квітень. У кладці 2-4 білих яйця.

## Підвиди
Таксон містить три підвиди:
- T. l. centralis (Roberts, 1932) — південь Анголи, захід Зімбабве, Намібія, північ ПАР;
- T. l. affinis (Shelley, 1880) — схід Зімбабве, південний захід Мозамбіку та північний схід ПАР;
- T. l. leucomelas (Boddaert, 1783) — південь ПАР.